# E-Dif
e-Dif — доповнення DGPS-технології. Технологія E-Dif запатентована Компанією Hemisphere GPS. За допомогою цієї технології можна досягти точності GPS-сигналу в кілька сантиметрів без використання диференціального сигналу віщання (DGPS-Виправлення). Ця технологія розроблена спеціально для країн з обмеженою можливістю прийому коригувальних сигналів DGPS.

## Принцип роботи e-Dif
e-Dif генерує внутрішні диференціальні виправлення засновані на початковому положенні GPS-приймача. Диференціальні виправлення моделюються в режимі реального часу й використовуються з GPS-даними з метою підтримки послідовних зв'язаних координат. Оператор може використовувати точне виправлення E- Dif протягом  тривалого часу з мінімальним відхиленням.

## Основні переваги
- Корегування e-Dif доступне в будь-якій точці земної кулі
- Відсутність будь-якої абоненської плати й ліцензій
- Висока продуктивність без будь-яких обмежень. e-Dif ідеально підходить для роботи на територіях з обмеженим прийомом або відсутністю безкоштовних коригувальних сигналів.  Корегування e-Dif може використовуватися як резервне виправлення до SBAS (WAAS, EGNOS, таі ін.), OmniSTAR, Beacon/300kHz.
- Точність. Технологія е-Dif дозволяє одержати дециметрову точність у недорогих компактних GPS-приймачах. е-Dif дає точність 10-30 см протягом  4 год. (Потім необхідно перезавантажити e-Dif ).  В силу того, що координати міняються послідовно, e-Dif дає точне вирівнювання хаотичних координат для одержання плавних ліній для проходження по рядках.
- Може бути використаний як для повітряного й наземного застосування. е-Dif особливо корисна в навігаційному обладнанні, для тривалих авіарейсів, поромів, кораблів.